# Страшили
Страшили (англ. The Frighteners) — новозеландсько-американський комедійний фільм жахів 1996 року режисера Пітера Джексона. Фільм був знятий у новозеландському портовому місті Літтелтон.

## Сюжет
Екстрасенс Френк Бенністер, який заробляє на життя тим, що за скромну винагороду успішно позбавляє будинки від полтергейсту, який сам заздалегідь наслав, стикається із страшним супротивником — маніяком-вбивцею, що повернувся з того світу, а вірніше, затримався на цьому після страти.

## У ролях
| Актор              | Роль                                  |
| ------------------ | ------------------------------------- |
| Майкл Джей Фокс    | Френк Бенністер                       |
| Тріні Альварадо    | доктор Люсі Линскі                    |
| Пітер Добсон       | Рей Линскі                            |
| Джон Естін         | Суддя                                 |
| Джеффрі Комбс      | Мілтон Даммерс                        |
| Ді Воллес-Стоун    | Патрісія Енн Бредлі                   |
| Джейк Б'юзі        | Джонні Чарльз Бартлетт                |
| Чі МакБрайд        | Кайрус                                |
| Джим Файф          | Стюарт, примарний помічник Банністера |
| Трой Еванс         | шериф Волт Перрі                      |
| Джуліанна МакКарті | старенька Бредлі                      |
| Р. Лі Ермі         | сержант Гілес                         |